# كريستيان هاويس
كريستيان هاويس (بالإنجليزية: Christian Howes)‏ هو مقدم تلفزيوني بريطاني، ولد في 16 يناير 1973 في هامبشير في المملكة المتحدة.